# دختر ایتالیایی در الجزایر
دختر ایتالیایی در الجزایر یک اپرای طنز - درام در دو پرده می‌باشد که توسط جواکینو روسینی ساخته شده‌است و اپرانامه ی آن توسط آنجلو آنلی نوشته شده‌است.
نخستین اجرای آن به تاریخ ۲۲ می ۱۸۱۳ در شهر ونیز، سالن تئاتر San Benedetto به روی صحنه رفت و با تلفیق‌های پایدار، انرژی بالا، ظرافت و ملودی‌های بکر که شاخصه‌های اپراهای روسینی هستند، با استقبال چشمگیری روبرو شد.
پس از آن، این اپرا در شهرهای دیگر ایتالیا از جمله ویسنزا، میلان و ناپل هم اجرا شد و در لندن -انگلستان و نیویورک -آمریکا نیز به روی صحنه رفت.
روسینی هنگامی که تنها ۲۱ سال داشت این اپرا را ظرف کمتر از یک ماه ساخته و تکمیل کرد. این اثر تلفیقی از اپرا بوفا و اپرا سریا می‌باشد و نقطه عطفی در آثار هنری روسینی به حساب می‌آید و موسیقی پیش‌درآمد آن امروزه به کرات اجرا، ضبط و پخش می‌شود.

## نقش‌ها
| نقش                          | نوع صدا     |
| ---------------------------- | ----------- |
| ایزابلا - دختر ایتالیایی     | کنترالتو    |
| لیندرو - دلباخته ایزابلا     | تنور (صدا)  |
| تادئو - یک مرد مسن ایتالیایی | باس         |
| مصطفی بیگ - امیر الجزایر     | باس         |
| الویرا - همسر مصطفی          | سوپرانو     |
| زولما - ندیمه الویرا         | متزوسوپرانو |
| علی - کاپیتان گارد مصطفی     | تنور یا باس |
| زنان حرمسرا و گروه کر مردان  |             |

## خلاصه

### پرده یک

#### در قصر
الویرا با ندیمه اش زولما در حال درد دل کردن است. همسرش مصطفی بیگ دیگر او را دوست ندارد و به دنبال یک زن جدید است. از آن طرف، مصطفی به کاپیتان علی می‌گوید که از زن خودش و دیگر زنان حرمسرا خسته شده و به دنبال زنی با چهره و خصوصیات جدید است. مصطفی بدین گونه طرح‌ریزی می‌کند که همسر فعلی اش را به عقد یکی از بردگانش دراورده و سپس به کاپیتان علی دستور می‌دهد که یک دختر زیبای ایتالیایی برایش پیدا کند.
لیندرو به یاد ایزابلا، نامزدش در ایتالیا، آوازی عاشقانه می‌خواند (Languir per una bella). مصطفی می‌آید و به او می‌گوید که باید ازدواج کند و از خصوصیات خوب همسر آینده اش تعریف می‌کند. لیندرو که نمی‌تواند عشق ایزابلا را کنار بگذارد، سعی می‌کند به نحوی طفره برود و این امر را از سر باز کند (Se inclinassi a prender moglie).

#### ساحل دریا
ایزابلا به عشق دیدن نامزدش لیندرو با کشتی راهی الجزایر است که کشتی دچار طوفان شده و غرق می‌شود. تعدادی از مسافران از جمله ایزابلا و تادئو توسط گارد ساحلی مصطفی بیگ نجات داده می‌شوند و به صورت اسیر به قصر مصطفی بیگ آورده می‌شوند. ایزابلا به یاد نامزدش لیندرو با آوازی اندوهناک (Cavatina) ولی با شجاعت و اعتماد به نفس وارد قصر شده (Già so per pratica) و مطمئن است که می‌تواند بر سختی‌ها و ناملایمات غلبه کند. کاپیتان علی و افرادش آن‌ها را به زندان می‌اندازند.
تادئو، یکی از همسفران ایزابلا که از طرفی عاشق ایزابلا هم هست، نجات یافته و ازترس اینکه مبادا او را به صورت یک برده در بازار بفروشند، خود را عموی ایزابلا معرفی می‌کند و می‌گوید نباید او را از این دختر جدا کنند. به محض دیدن ایزابلا، جرقه‌ای در ذهن کاپیتان علی روشن می‌شود که این دختر جوان و زیبای ایتالیایی می‌تواند دقیقن همانی باشد که مصطفی بیگ به دنبالش است.
تادئو از اینکه ایزابلا او را دوست ندارد و عاشق مرد دیگریست است به شدت حسودی می‌کند و ایزابلا را آزار می‌دهد(Ai capricci della sorte)، اما در نهایت هر دو تصمیم می‌گیرند که فعلن به جای عشق و عاشقی به فکر فرار از این مخمصه باشند.

#### در قصر
لیندرو و الویرا هیچ علاقه‌ای به ازدواج با یکدیگر ندارند اما مصطفی به لیندرو قول می‌دهد که اگر با الویرا ازدواج کند او را آزاد کرده و به ایتالیا بازمی‌گرداند. لیندرو هم به امید اینکه شاید این ازدواج در ایتالیا به سرانجامی نرسد، قبول می‌کند. کاپیتان علی با خبر ورود یک دختر زیبای ایتالیایی به قصر وارد می‌شود، مصطفی هم به وجد میاد (Già d'insolito ardore nel petto agitare).
با همراهی خواجگان دربار (Viva, viva il flagel delle donne)، در یک سالن مجلل، ایزابلا تقدیم مصطفی می‌شود و مصطفی مسحور زیبایی او می‌شود (Oh! Che muso, che figura!). در همان هنگام لیندرو، الویرا و زولما برای خداحافظی با مصطفی وارد سالن می‌شوند (Pria di dividerci da voi, Signore). لیندرو و ایزابلا از رویارویی با یکدیگر شگفت زده می‌شوند. ایزابلا در مورد الویرا سؤال می‌کند و درمی یابد که او همسر مصطفی بیگ است و مصطفی به خاطر تجدید فراش این زن بیچاره را مجبور کرده از او جدا شود و به عقد لیندرو دربیاید. همگی به طریقی در بهت و شگفت فرومی‌روند (Confusi e stupidi).

### پرده دو

#### در قصر
الویرا و زولما متوجه مهارت‌های ایزابلا در جذب مردان می‌شوند. مصطفی نقشه آاش برای به دام انداختن ایزابلا و از دست ندادن او را اینطور عنوان می‌کند که لیندرو را به عنوان خدمتکار و خبرچینی از ایزابلا به کار گیرد، تادئو نیز دستیارش می‌شود. الویرا و زولما به ایزابلا خبر می‌دهند که مصطفی دارد برای صرف قهوه پیش او میاد.
ایزابلا و لیندرو با هم تنها می‌شوند. لیندرو می‌گوید که هیچ علاقه‌ای به ازدواج با الویرا ندارد. ایندو با هم نقشهٔ فرار می‌کشند و لیندرو از سر شور و شعف آواز می‌خواند (Ah come il cor di giubilo). مصطفی با همراهی گماشتگان قصر، که در حال تعریف و تمجید از او هستند، وارد می‌شود (Viva il grande Kaimakan). تادئو از اینکه معشوقش ایزابلا را در بر مصطفی ببیند ناراحت هست اما به رویش نمی‌آورد (Ho un gran peso sulla testa).

#### اقامتگاه ایزابلا
ایزابلا لباس فاخری به سبک کشور ترکیه پوشیده و بسیار زیبا شده‌است. زولما و الویرا پیام مصطفی را به او می‌رسانند که برای نوشیدن قهوه نزد او می‌آید. ایزابلا سفارش سه فنجان قهوه می‌دهد. الویرا باید در اتاق کناری منتظر بماند. مصطفی وارد می‌شود. ایزابلا آوازی غمگین و عاشقانه (cavatina) برای کسی که دوستش می‌دارد سر می‌دهد (Per lui che adoro) و امیدوار است که به عشقش برسد.
مصطفی به تادئو گفته که هر وقت عطسه کرد اتاق را ترک کند (Ti presento di mia man). ایزابلا به گرمی از مصطفی استقبال می‌کند. مصطفی عطسه می‌کند اما تادئو این علامت را نادیده می‌گیرد و از اتاق بیرون نمی‌رود. ایزابلا دستور سرو قهوه را می‌دهد و در نهایت شگفت مصطفی، از الویرا هم دعوت می‌کند تا برای نوشیدن قهوه به آنها بپیوندد.

#### مکانی در قصر
کاپیتان علی در وصف دختر ایتالیایی آواز میخوند (Le femmine d'Italia) در حالیکه به مصطفی گوشزد می‌کند که این دختر بدرد او نمی‌خورد. تادئو به همراه چند ایتالیایی گماشته قصر وارد می‌شود. او فاش می‌سازد که عموی ایزابلا نیست و در واقع دلباخته و خواهان ازدواج با اوست. او این حرف را سهل انگارانه و بدون اینکه از احساسات لیندرو باخبر باشد می‌زند. لیندرو به مصطفی می‌گوید اگر می‌خواهد عشق این دختر را بدست آورد باید یک پاپاتاچی (خورندهٔ خاموش) باشد. او پاپاتاچی را اینطور توصیف می‌کند که صفتی افتخار آمیز برای ایتالیایی هاست و متعاقب آن شخص باید تمامی زندگی و هستی خود را وقف خوردن، خوابیدن و ارتباط با جنس مخالف کند و خود را به بی‌خیالی محض بزند که این تنها راه رسیدن به خوشبختی کامل است (Pappataci! Che mai sento!). ایزابلا برای جشن مقدار زیادی مشروب سفارش می‌دهد. زولما و علی به حرفهای لیندرو و اقدامات ایزابلا شک می‌کند.

#### اقامتگاه ایزابلا
ایزابلا به بردگان و خدمهٔ قصر می‌گوید که هر کدام رویهٔ پاپاتاچی بودن را پیش بگیرند، پول زیادی دریافت کرده و از قصر آزاد خواهند شد (Pensa alla patria). علی و زولما همچنان باور دارند که توطئه‌ای در کار است. مهمانی شروع می‌شود (Dei pappataci s'avanza il coro). مصطفی لباس پوشیده و آماده است تا با افتخار یک پاپاتاچی باشد. ایزابلا بایدها و نبایدهای پاپاتاچی بودن را توضیح می‌دهد و به مصطفی می‌گوید که باید قسم بخورد به خوردن، آشامیدن، بی‌خیال بودن و سکوت کردن. مصطفی هم قبول می‌کند و موارد را پس از باز گویی توسط تادئو، تکرار کرده و متعهد می‌شود. ایزابلا می‌گوید حالا وقت امتحان است و جلوی چشمان مصطفی شروع به عشقبازی با لیندرو می‌کند. مصطفی موظف است که هیچ نگوید و فقط نظاره گر باشد؛ همین‌طور هم می‌شود و او فقط به خوردن آشامیدن و تماشای این دو اکتفا می‌کند.
وقتی ایزابلا و لیندرو خیالشان راحت می‌شود که مصطفی واقعاً پاپاتاچی بودن را پذیرفته، موقعیت را برای فرار مناسب می‌بینند. یک کشتی اروپایی در نزدیکی قصر لنگر انداخته و بهترین فرصت برای رفتن است. تادئو متوجه عشق بین ایزابلا و لیندرو می‌شود اما به روی خودش نمی‌آورد و او نیز از این فرصت برای فرار استفاده می‌کند. الویرا، زولما و علی می‌بینند که کار از کار گذشته اما مصطفی همچنان دیوانه وار به پاپاتاچی بودن ادامه می‌دهد. اما کمی بعد، مصطفی هم به خودش می‌آید و متوجه می‌شود که چه فریب بزرگی خورده‌است! او به سربازانش دستور تعقیب می‌دهد اما همگی آنها مست بودند و کار از دستشان برنمی‌آمده‌است.
در حالیکه ایتالیایی‌ها سرود خداحافظی سر می‌دهند، مصطفی پشیمان از کردهٔ خویش، به پای همسرش می‌افتد و از او طلب بخشش می‌کند. همگان در قصر رفتار زیرکانه و مهر و وفاداری ایزابلا را میستایند.